# Let Go (Kris Berry & Perquisite)
Let Go is een nummer van de Curaçaose zangeres Kris Berry en de Nederlandse producer Perquisite uit 2013. Het is afkomstig van hun album Lovestruck Puzzles.
Berry en Perquisite ontmoeten elkaar voor het eerst bij een jazzsessie in Café de Nel in Amsterdam. Het was twee maanden na het overlijden van Amy Winehouse, waaraan Berry een eerbetoon zong. Perquisite was erg onder de indruk en stelde Berry een samenwerking voor, waaruit dit nummer voortkwam. "Let Go" is een ballad die gaat over het liefdesverdriet van Berry. Volgens Berry komt haar ex ook niet meer naar haar concerten, omdat het voor hem te veel is om dit nummer te horen.
"Let Go" werd 3FM Megahit en kreeg ook veel airplay op 3FM. Het nummer bereikte de 3e positie in de Tipparade.

## Tracklijst
- Muziekdownload

1. "Let Go" - 3:30